# E-Prix de Long Beach de 2015
El Long Beach ePrix de 2015, oficialmente 2014-15 FIA Fórmula E Long Beach ePrix, es una carrera de monoplazas eléctricos del campeonato de la FIA de Fórmula E que tuvo lugar el 4 de abril de 2015 en el Circuito callejero de Long Beach, Estados Unidos. Fue la tercera carrera del año 2015, la sexta en la historia de este campeonato y la cuarta que tiene lugar en América.

## Entrenamientos libres

### Primeros libres
| Pos. | N.º | Piloto                 | Equipo          | Tiempo   | Diferencia | Vueltas |
| ---- | --- | ---------------------- | --------------- | -------- | ---------- | ------- |
| 1    | 99  | Nelson Piquet, Jr.     | China Racing    | 59.723   |            | 18      |
| 2    | 21  | Bruno Senna            | Mahindra Racing | 59.977   | +0.254     | 18      |
| 3    | 28  | Scott Speed            | Andretti        | 1:00.037 | +0.314     | 9       |
| 4    | 27  | Jean-Éric Vergne       | Andretti        | 1:00.074 | +0.351     | 11      |
| 5    | 66  | Daniel Abt             | Audi Sport ABT  | 1:00.097 | +0.374     | 12      |
| 6    | 9   | Sébastien Buemi        | e.dams Renault  | 1:00.119 | +0.396     | 12      |
| 7    | 7   | Jérôme d'Ambrosio      | Dragon Racing   | 1:00.157 | +0.434     | 13      |
| 8    | 30  | Stéphane Sarrazin      | Venturi         | 1:00.167 | +0.444     | 12      |
| 9    | 2   | Sam Bird               | Virgin Racing   | 1:00.196 | +0.473     | 14      |
| 10   | 11  | Lucas di Grassi        | Audi Sport ABT  | 1:00.250 | +0.527     | 14      |
| 11   | 5   | Karun Chandhok         | Mahindra Racing | 1:00.406 | +0.683     | 13      |
| 12   | 8   | Nicolas Prost          | e.dams Renault  | 1:00.422 | +0.699     | 13      |
| 13   | 55  | António Félix da Costa | Amlin Aguri     | 1:00.917 | +1.194     | 13      |
| 14   | 88  | Charles Pic            | China Racing    | 1:00.988 | +1.265     | 14      |
| 15   | 77  | Salvador Durán         | Amlin Aguri     | 1:01.163 | +1.440     | 15      |
| 16   | 23  | Nick Heidfeld          | Venturi         | 1:01.212 | +1.489     | 10      |
| 17   | 18  | Vitantonio Liuzzi      | Trulli          | 1:01.257 | +1.534     | 14      |
| 18   | 10  | Jarno Trulli           | Trulli          | 1:01.447 | +1.724     | 14      |
| 19   | 3   | Jaime Alguersuari      | Virgin Racing   | 1:01.456 | +1.733     | 10      |
| 20   | 6   | Loïc Duval             | Dragon Racing   | 1:01.572 | +1.849     | 11      |

### Segundos libres
| Pos. | N.º | Piloto                 | Equipo          | Tiempo   | Diferencia | Vueltas |
| ---- | --- | ---------------------- | --------------- | -------- | ---------- | ------- |
| 1    | 11  | Lucas di Grassi        | Audi Sport ABT  | 57.305   |            | 14      |
| 2    | 9   | Sébastien Buemi        | e.dams Renault  | 58.078   | +0.773     | 18      |
| 3    | 8   | Nicolas Prost          | e.dams Renault  | 58.453   | +1.148     | 18      |
| 4    | 30  | Stéphane Sarrazin      | Venturi         | 58.454   | +1.149     | 16      |
| 5    | 66  | Daniel Abt             | Audi Sport ABT  | 58.613   | +1.308     | 5       |
| 6    | 28  | Scott Speed            | Andretti        | 59.308   | +2.003     | 13      |
| 7    | 99  | Nelson Piquet, Jr.     | China Racing    | 59.497   | +2.192     | 17      |
| 8    | 7   | Jérôme d'Ambrosio      | Dragon Racing   | 59.650   | +2.345     | 17      |
| 9    | 6   | Loïc Duval             | Dragon Racing   | 59.736   | +2.431     | 18      |
| 10   | 55  | António Félix da Costa | Amlin Aguri     | 59.756   | +2.451     | 13      |
| 11   | 2   | Sam Bird               | Virgin Racing   | 59.928   | +2.623     | 17      |
| 12   | 23  | Nick Heidfeld          | Venturi         | 1:00.009 | +2.704     | 15      |
| 13   | 27  | Jean-Éric Vergne       | Andretti        | 1:00.065 | +2.760     | 6       |
| 14   | 5   | Karun Chandhok         | Mahindra Racing | 1:00.128 | +2.823     | 17      |
| 15   | 77  | Salvador Durán         | Amlin Aguri     | 1:00.280 | +2.975     | 14      |
| 16   | 10  | Jarno Trulli           | Trulli          | 1:00.348 | +3.043     | 16      |
| 17   | 3   | Jaime Alguersuari      | Virgin Racing   | 1:00.540 | +3.235     | 17      |
| 18   | 21  | Bruno Senna            | Mahindra Racing | 1:01.338 | +4.033     | 6       |
| 19   | 88  | Charles Pic            | China Racing    | 1:04.535 | +7.230     | 6       |
| 20   | 18  | Vitantonio Liuzzi      | Trulli          | 1:08.530 | +11.225    | 3       |

### Terceros libres
| Pos. | N.º | Piloto                 | Equipo          | Tiempo   | Diferencia | Vueltas |
| ---- | --- | ---------------------- | --------------- | -------- | ---------- | ------- |
| 1    | 11  | Lucas di Grassi        | Audi Sport ABT  | 57.293   |            | 4       |
| 2    | 27  | Jean-Éric Vergne       | Andretti        | 57.597   | +0.304     | 7       |
| 3    | 8   | Nicolas Prost          | e.dams Renault  | 57.637   | +0.344     | 18      |
| 4    | 99  | Nelson Piquet, Jr.     | China Racing    | 57.675   | +0.382     | 8       |
| 5    | 28  | Scott Speed            | Andretti        | 57.687   | +0.394     | 13      |
| 6    | 55  | António Félix da Costa | Amlin Aguri     | 57.694   | +0.401     | 9       |
| 7    | 30  | Stéphane Sarrazin      | Venturi         | 57.758   | +0.465     | 20      |
| 8    | 2   | Sam Bird               | Virgin Racing   | 57.817   | +0.524     | 5       |
| 9    | 7   | Jérôme d'Ambrosio      | Dragon Racing   | 57.973   | +0.680     | 6       |
| 10   | 6   | Loïc Duval             | Dragon Racing   | 57.982   | +0.689     | 6       |
| 11   | 21  | Bruno Senna            | Mahindra Racing | 58.021   | +0.728     | 7       |
| 12   | 5   | Karun Chandhok         | Mahindra Racing | 58.027   | +0.734     | 10      |
| 13   | 3   | Jaime Alguersuari      | Virgin Racing   | 58.038   | +0.745     | 18      |
| 14   | 10  | Jarno Trulli           | Trulli          | 58.174   | +0.881     | 20      |
| 15   | 88  | Charles Pic            | China Racing    | 58.300   | +1.007     | 15      |
| 16   | 23  | Nick Heidfeld          | Venturi         | 58.538   | +1.245     | 8       |
| 17   | 77  | Salvador Durán         | Amlin Aguri     | 58.583   | +1.290     | 13      |
| 18   | 66  | Daniel Abt             | Audi Sport ABT  | 58.805   | +1.512     | 4       |
| 19   | 9   | Sébastien Buemi        | e.dams Renault  | 58.922   | +1.629     | 19      |
| 20   | 18  | Vitantonio Liuzzi      | Trulli          | 1:00.085 | +2.792     | 16      |

## Clasificación

### Resultados
| Pos. | N.º | Piloto                  | Equipo          | Tiempo   | Diferencia | P. |
| ---- | --- | ----------------------- | --------------- | -------- | ---------- | -- |
| 1    | 66  | Daniel Abt              | Audi Sport ABT  | 56.937   |            | 1  |
| 2    | 8   | Nicolas Prost           | e.dams Renault  | 56.944   | +0.091     | 2  |
| 3    | 99  | Nelson Piquet, Jr.      | China Racing    | 56.974   | +0.121     | 3  |
| 4    | 11  | Lucas di Grassi         | Audi Sport ABT  | 57.083   | +0.230     | 4  |
| 5    | 27  | Jean-Éric Vergne        | Andretti        | 57.106   | +0.253     | 5  |
| 6    | 28  | Scott Speed             | Andretti        | 57.156   | +0.303     | 6  |
| 7    | 55  | António Félix da Costa* | Amlin Aguri     | 57.182   | +0.245     | 7  |
| 8    | 7   | Jérôme d'Ambrosio       | Dragon Racing   | 57.184   | +0.331     | 8  |
| 9    | 30  | Stéphane Sarrazin       | Venturi         | 57.261   | +0.408     | 9  |
| 10   | 9   | Sébastien Buemi*        | e.dams Renault  | 57.288   | +0.351     | 10 |
| 11   | 2   | Sam Bird                | Virgin Racing   | 57.304   | +0.451     | 11 |
| 12   | 21  | Bruno Senna             | Mahindra Racing | 57.347   | +0.494     | 12 |
| 13   | 10  | Jarno Trulli            | Trulli          | 57.417   | +0.564     | 13 |
| 14   | 3   | Jaime Alguersuari       | Virgin Racing   | 57.449   | +0.596     | 14 |
| 15   | 23  | Nick Heidfeld           | Venturi         | 57.508   | +0.655     | 15 |
| 16   | 88  | Charles Pic             | China Racing    | 57.818   | +0.965     | 16 |
| 17   | 6   | Loïc Duval              | Dragon Racing   | 57.905   | +1.052     | 17 |
| 18   | 5   | Karun Chandhok          | Mahindra Racing | 57.921   | +1.068     | 18 |
| 19   | 77  | Salvador Durán          | Amlin Aguri     | 57.950   | +1.097     | 19 |
| 20   | 18  | Vitantonio Liuzzi       | Trulli          | 1:12.813 | +15.960    | 20 |

Notas:
- - António Félix da Costa su vuelta final de la clasificación fue eliminada por exceso en el uso de energía.
- - Sébastien Buemi su vuelta final de la clasificación fue eliminada por exceso en el uso de energía.

## Carrera

### Resultados
| Pos. | N.º | Piloto                 | Equipo          | Vtas. | Tiempo/Retirado | P. | Puntos |
| ---- | --- | ---------------------- | --------------- | ----- | --------------- | -- | ------ |
| 1    | 99  | Nelson Piquet, Jr.     | China Racing    | 39    | 46:01.971       | 3  | 25     |
| 2    | 27  | Jean-Éric Vergne       | Andretti        | 39    | +1.705          | 5  | 18     |
| 3    | 11  | Lucas di Grassi        | Audi Sport ABT  | 39    | +2.994          | 4  | 15     |
| 4    | 9   | Sébastien Buemi        | e.dams Renault  | 39    | +3.518          | 10 | 12     |
| 5    | 21  | Bruno Senna            | Mahindra Racing | 39    | +8.844          | 12 | 10     |
| 6    | 7   | Jérôme d'Ambrosio      | Dragon Racing   | 39    | +13.460         | 8  | 8      |
| 7    | 55  | António Félix da Costa | Amlin Aguri     | 39    | +16.171         | 7  | 6      |
| 8    | 3   | Jaime Alguersuari      | Virgin Racing   | 39    | +17.975         | 14 | 4      |
| 9    | 6   | Loïc Duval             | Dragon Racing   | 39    | +18.436         | 17 | 2      |
| 10   | 30  | Stéphane Sarrazin      | Venturi         | 39    | +20.418         | 9  | 1      |
| 11   | 23  | Nick Heidfeld          | Venturi         | 39    | +21.326         | 15 |        |
| 12   | 5   | Karun Chandhok         | Mahindra Racing | 39    | +32.917         | 18 |        |
| 13   | 18  | Vitantonio Liuzzi      | Trulli          | 39    | +38.592         | 20 |        |
| 14   | 8   | Nicolas Prost          | e.dams Renault  | 39    | Technical       | 2  | 2*     |
| 15   | 66  | Daniel Abt             | Audi Sport ABT  | 39    | Technical       | 1  | 3*     |
| 16   | 88  | Charles Pic            | China Racing    | 39    | +58.125         | 16 |        |
| 17   | 77  | Salvador Durán         | Amlin Aguri     | 27    | Hydraulics      | 19 |        |
| Ret  | 2   | Sam Bird               | Virgin Racing   | 22    | Wheel           | 11 |        |
| Ret  | 10  | Jarno Trulli           | Trulli          | 7     | Front wing      | 13 |        |
| Ret  | 28  | Scott Speed            | Andretti        | 3     | Accident        | 6  |        |

Notas:
- - Tres puntos para el que marco la pole position (Daniel Abt).
- - Dos puntos para el que marco la vuelta rápida en carrera (Nicolas Prost).